# Crataegus aurantia
Crataegus aurantia är en rosväxtart som beskrevs av Antonina Ivanovna Pojarkova. Crataegus aurantia ingår i hagtornssläktet som ingår i familjen rosväxter. Inga underarter finns listade i Catalogue of Life.